# Les Ulis
Les Ulis è un comune francese di 24 954 abitanti situato nel dipartimento dell'Essonne nella regione dell'Île-de-France.

## Storia
La città di Les Ulis è stata costruita dal nulla alla fine degli anni 1960. Il comune è stato creato il 19 febbraio 1977, formato da territori staccati dai comuni di Orsay e Bures-sur-Yvette.

## Infrastrutture e trasporti
Les Ulis non è direttamente collegata alle linee ferroviarie parigine. Varie linee di autobus portano alla vicina stazione RER (linea B) di Bures-sur-Yvette (a 1,6 km dal centro di Les Ulis) o a quella di Massy-Palaiseau.

## Economia
Il "Parc d'Activité de Courtabœuf", con 376 ettari e più di mille ditte che impiegano 24 000 persone, è una grandissima area industriale che si stende sui territori di tre comuni: Les Ulis (la maggior parte), Villebon-sur-Yvette e Villejust. Molte società quali Microsoft, Hewlett-Packard o Apple hanno avuto la loro sede francese in quest'area.

## Società

### Evoluzione demografica
Abitanti censiti